# Manuel Maynar Barnolas
Manuel Maynar Barnolas (Ejea de los Caballeros, 28 de octubre de 1875 - Zaragoza, 22 de agosto de 1961) fue un abogado, político y esperantista español.

## Biografía
Como abogado, destacó en la crónica forense. Fue decano del Colegio Profesional de Abogados y asesor jurídico de la Junta de Defensa. Fue diputado provincial y regidor en el Ayuntamiento de Zaragoza. El abril de 1931 participó en el acto del Sindicato de Iniciativa y Propaganda (SIPA), donde se propuso la elaboración de un estatuto de autonomía para Aragón. Tuvo inquietudes culturales y fue director del diario de las Cinco Villas.
También fue un importante promotor de la lengua auxiliar internacional esperanto, idioma que había aprendido el 1909 del profesor Emilio Artigas. Junto con el catedrático de historia Andrés Giménez Soler creó una cátedra de esperanto a la Universidad de Zaragoza. Fue durante muchos años presidente de la asociación "Frateco" de Zaragoza, donde coincidió con Pedro Ramón y Cajal. Amigo también de Francisco Azorín, fue un gran defensor de que el movimiento esperantista español se organizara a través de una confederación, y tuvo fuertes discusiones con los seguidores de una estructura más centralizada, en particular con Julio Mangada Rosenörn y José Perogordo, contando aun así con el apoyo de Vicente Inglada Ors. Maynar fue el presidente de la Confederación Española de Esperanto, que agrupaba asociaciones de Aragón, Cataluña, Asturias y el País Valenciano. En 1930 la Federación Esperantista Catalana lo nombró Miembro Honorario.

## Obras
- A los esperantistas españoles.Tercera circular. Tip. La Académica - Federico Martínez. Zaragoza, 1931

- El testamento es un absurdo. Reus, 1948

- Informe pronunciado miedo el Dr. Manuel Maynar Barnolas en defensa de Pedro Lucas Martinez Coromina, procesado por supuesto delito de asesinato, el 16 de Enero de 1948. Corte. Edit. Lo Noticiero, 1948